# Макс Ервін
Макс Ервін фон Шойбнер-Ріхтер (нім. Max Erwin von Scheubner-Richter, справжнє ім'я Людвіг Максиміліан Ервін Ріхтер, 21 січня 1884, Рига — 9 листопада 1923, Мюнхен) — німецький дипломат і політичний діяч, ранній соратник Гітлера.

## Ранні роки
Народився в Ризі в родині диригента і вчителя музики Карла Фрідріха Ріхтера, вихідця із Саксонії. Після ранньої смерті батька Макс жив із матір'ю в Ризі за адресою Велика Невська вулиця, 26, квартира 13.
Випускник Ревельского Петровського реального училища. У 1905/1906, 1906/1908 та 1909/1910 рр. навчався на хімічному відділенні Ризького політехнічного інституту. Літній семестр 1906 р провів вивчаючи хімію у Вищій технічній школі в Дрездені, а 1908/1909 рр. — в Технічній школі в Мюнхені і в місцевому університеті. 21 грудня 1916 році захистив в Мюнхені дисертацію з хімії на тему «Пінен гідробромід і його реакція на оксид срібла».
Був у складі ризької студентської корпорації «Рубонія», був знайомий з Альфредом Розенбергом і Арно Шікеданц.
У 1912 році одружився з багатою вдовою Матильдою фон Шойбнер і був усиновлений одним з її родичів, отримавши її дворянське прізвище.

## Перша світова війна
Спочатку служив на фронті, однак уже в листопаді 1914 був переведений на дипломатичну і розвідувальну роботу в Османську імперію.
З січня по серпень 1915 року — віце-консул Німеччини в Ерзерумі. Був одним з очевидців геноциду вірмен, документально підтвердив факт цілеспрямованого винищення вірмен турецькою владою. В ході цих подій Шойбнер-Ріхтер, особисто рятував окремих вірмен, намагався вплинути на ситуацію через Берлін і Константинополь, однак його спроби не увінчалися успіхом.
Командуючи підрозділом, здійснив військово-політичну експедицію в Північну Персію (серпень 1915 — червень 1916), переніс малярію і надовго вибув.
Після одужання в березні 1917 був відправлений на Західний фронт, де взяв участь в боях при Аррасі. Улітку того ж року був відкликаний з фронту, деякий час працював в Генштабі, а потім був переведений в Стокгольм для переговорів з представниками національних меншин Росії.
Незабаром після заняття Моонзундських островів німецькими військами Шойбнер-Ріхтер отримав призначення в окупаційній адміністрації в Прибалтиці, де очолив Відділ преси при Головному командуванні 8-ї армії в Ризі. У цей час із Шойбнер-Ріхтером працювали Арно Шікеданц і Макс Бем.

## Політична діяльність
Один з організаторів нацистського Пивного путчу в Мюнхені в 1923 році. За задумами Шойбнер-Ріхтера і його однодумців з цього путчу повинна була початися нацистська революція, яка привела б до влади в Німеччині націонал-соціалістів.
Загинув від куль поліцейських, які розстріляли демонстрацію нацистів.